# Leesburg (Florida)
Leesburg és una població dels Estats Units a l'estat de Florida. Segons el cens del 2005 tenia 19.086 habitants.

## Demografia
Segons el cens del 2000, Leesburg tenia 15.956 habitants, 6.775 habitatges, i 4.078 famílies. La densitat de població era de 330 habitants/km².
Dels 6.775 habitatges en un 24,5% hi vivien nens de menys de 18 anys, en un 39,6% hi vivien parelles casades, en un 16,8% dones solteres, i en un 39,8% no eren unitats familiars. En el 33,9% dels habitatges hi vivien persones soles el 18,1% de les quals corresponia a persones de 65 anys o més que vivien soles. El nombre mitjà de persones vivint en cada habitatge era de 2,26 i el nombre mitjà de persones que vivien en cada família era de 2,86.
Per edats la població es repartia de la següent manera: un 23,5% tenia menys de 18 anys, un 7,8% entre 18 i 24, un 22,7% entre 25 i 44, un 19,7% de 45 a 60 i un 26,2% 65 anys o més.
L'edat mediana era de 42 anys. Per cada 100 dones de 18 o més anys hi havia 78,2 homes.
La renda mediana per habitatge era de 25.988 $ i la renda mediana per família de 33.250 $. Els homes tenien una renda mediana de 25.840 $ mentre que les dones 20.888 $. La renda per capita de la població era de 15.762 $. Entorn del 16,2% de les famílies i el 19,8% de la població estaven per davall del llindar de pobresa.

## Poblacions més properes
El següent diagrama mostra les poblacions més properes.